# 41800 Robwilliams
41800 Robwilliams este un asteroid din centura principală de asteroizi.

## Descriere
41800 Robwilliams este un asteroid din centura principală de asteroizi. A fost descoperit pe 25 noiembrie 2000 la Fountain Hills (Arizona) de Charles W. Juels. Asteroidul prezintă o orbită caracterizată de o semiaxă mare de 2,60 ua, o excentricitate de 0,23 și o înclinație de 25,0° în raport cu ecliptica.